# Середньостогівська культура

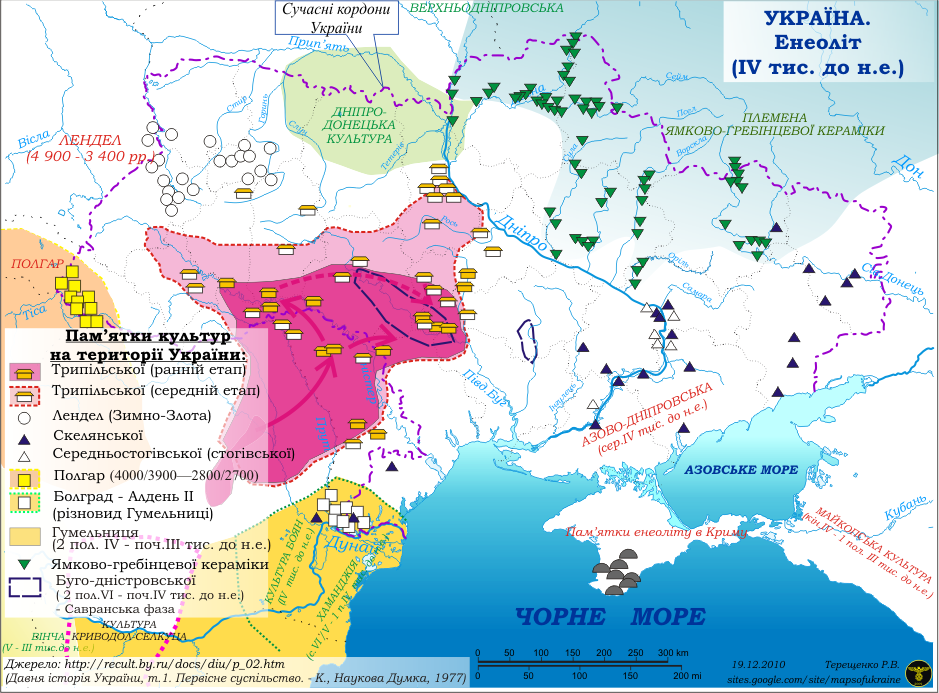
Середньостогівська культура 4 тисячоріччя до Р. Х.

Середньостогівська культура — археологічна культура мідної доби (енеоліту) степової й лісостепової України та Нижнього Подоння Росії.

## Дослідження
Культура названа за епонімним поселенням Середній Стіг-ІІ (острів у межах Запоріжжя на північному сході від острова Хортиця).
Історія й результати досліджень описані в праці Дмитра Телегіна «Середньостогівська культура епохи міді» (1973).

## Поширення
Поширена у степу та лісостепу Наддніпрянщини (південь Херсонської, Дніпропетровської, північ Запорізької, Кіровоградської, Полтавської, схід Черкаської та схід Київської областей), у Північному Приазов'ї, у Подінців'ї та у Нижньому Подонні (Ростовська область).
Середньостогівська культура існувала із середини 5 до середини 4 тисячоліття до н. е., тобто 4500–3500 роках до н. е.

## Господарство
При розкопах у Середньому Стозі і пізніше в інших місцевостях (понад 100 поселень, могильників тощо) виявлено поховання з трупопокладенням у ґрунтових могилах або кам'яних скринях, із скорченими кістяками, посипаними червоною вохрою, й зі знаряддями праці, посудом і прикрасами з міді, статуетки людей, тварин тощо.
Основним заняттям людини середньостогівської культири було скотарство та рибальство. За однією з версій середньостогівці першими в Європі приручили коня, за іншою — полювали на коней, або випасали їх у напівдикому стані.
Населення Середньостогівської культури жило у сусідстві з трипільською та з етнічно чужими племенами інших культур.
Вважається, що племена середньостогівської культури брали участь у формуванні племен ямної культури.

## Родовід
Виникла на основі неолітичної пра-балто-слов'янської[джерело?] дніпро-донецької-культури.
Виникла внаслідок розпаду нижньодіньської культури на середньостогівську та репінську.
Передує ямній культурі. За більш сучасною думкою ямній передувала репінська культура.
Тамара Мовша виділяє у середньостогівській культурі дві лінії — квітянсько-деріївську й скелянсько-стогівську, котрі фактично виступають як дві археологічні культури.
Микола Мерперт вважав, що у Нижній Наддніпрянщині існувала середньостогівська культура, риси котрої пересікаються з давньоямними пам'ятками Волзько-Уральському та Волзько-Донському степовому межиріччях проте в них відсутностя ритуальної єдність. У той самий час на Доні та Дінці продовжувала існувати Дніпро-донецька культура. Складання ямної культури і першу хвилю поширення давньоямних племен він пов'язував з виникненням відтворювального господарства та курганного обряду поховань у Волзько-Уральському та Волзько-Донському степовому межиріччях.
Доволі скоро хвиля давньоямних племен сягає Передкавказзя та Північно-Західного Надчорномор'я та далі, що позначається появою тут найдавніших підкурганних поховань та конеголових скіпетрів. У процесі змішання та асиміляції зникають середньостогівська культура та з'являється та ритуальна єдність, що засвідчує появу давньоямної культурно-історичної спільноти.
Дмитро Телегін у 1960-их роках об'єднав великий пласт енеолітичних пам'яток ямної культури у середньостогівську культуру. У межах цієї культури він виділив три локальних варіанти:
- дніпровський (Середній Стіг, Стрільча Скеля, Деріївка),
- осколо-донецький (Олександрія і її аналоги),
- нижньодінський (Костянтинівка).

У часовому плані він виділив два періоди: дошнуровий (волоський) та шнуровий (деріївський), кожен з яких складався з двох етапів. Таким чином, те що Валентин Даниленко розглядав як фази формування ямної культури, Дмитро Телегін вважає етапами розвитку середньостогівської культури. За Телегіним після середньостогівської культури слідує ямна культура. Таким чином відкриття середньостогівської культури вилучило численні пам'ятки та звузило у часі ямну культуру.
Згодом місцевий варіант середньостогівської культури набув статусу окремої археологічної культури — Костянтинівської.

## Поховання
Племена середньостогівської культури ховали померлих у підземних могилах без курганних насипів у скрюченому положенні на боці, посипали їх тіла вохрою. Біля мерців ставили посуд, знаряддя праці, зброю, статуетки людей та тварин. Під час II фази розвитку цієї культури (4000-3500 до н.е.) у похованнях з'являється посуд зі своєрідною шнуровою керамікою та кам'яні бойові сокири, що може бути свідченням експансії індоєвропейських племен.

## Господарство
Племена середньостогівської культури вели напівкочовий спосіб життя — займалися скотарством та землеробством (яке грало другорядну роль). Розводили овець, кіз, свиней, коней. Є гіпотеза, що саме ці племена вперше в історії світу приручили коней. Вирощували пшеницю, ячмінь, просо, горох.

## Антропологія
В антропологічному аспекті носії середньостогівської культури являли собою змішування двох расових типів: неолітичного населення півдня України з домішкою середземноморських європеоїдів і пізніх кроманьйонців північної гілки європеоїдів. У часи неоліту представниками цього кроманьйонського типу на землях України були носії дніпро-донецької культури.
Витоки середньостогівської культури Д. Я. Телегін бачив у сурській (сурсько-дніпровській) культурі неоліту — він простежував паралелі у формі посуду, технології його виготовлення (гостородонність глеків, орнаментація, переважно у верхній третині прокресленим ямковим або гребінчастим орнаментом, наявність потовчених мушель у глині та ін.). Як для сурської так і для середньостогівської культури характерний високий розвиток техніки обробки кістки, спільність техніки обробки рогу, однакові типи знарядь з цього матеріалу — мотики, рибальські гачки та ін. Але в Надпоріжжі — основному районі сурської культури — між періодом її існування та появою перших пам'яток середньостогівської культури помітний суттєвий хронологічний розрив, який характеризується пануванням тут пам'яток середнього етапу дніпро-донецької культури.

## Мистецтво
Своєрідними для середньостогівської культури є відчутні взаємовпливи з трипільською, зокрема в низці подніпровських художніх пам'яток. 
Рання середньостогівська кераміка, що значно еволюціонувала, охарактеризована такими ознаками:
- гостродонністю
- S-подібним профілем з основними складовими формами — тулубом із виразними плічками та високими вінцями, що формувалися в лійчасту або пряму шийку (ранній етап),
- плоскодонністю, з асортиментом півсферичних та плоскодонних мисок, кубків, глечиків, орнаментованих у верхній частині горизонтальними, інколи вертикальними смугами орнаменту, що ніби «одягали» посудину згори (другий етап)

Ранній орнамент складався з дрібних накольчастих, гребінцевих, ямкових, лінійних мотивів, що утворювали різноманітні комбінації: прямі, скісні, пунктирні лінії, зигзаги, фестони тощо. 
На середньому етапі культури з'явилися орнаменти — гусеничний (відтиск перевитого шнура) та шнуровий (відтиск плетеного шнура), знайдені в Деріївці, Молюховому Бугорі). 
Шнуровий орнамент середньостогівської кераміки вважають найдавнішим у Європі; на зазначеному етапі він визначав її художню специфіку. За характером шнуровий орнамент прямолінійний — смуги, що оперізують посудину, у верхній частині чергують з рядами зигзагів або дрібних мотивів. Іноді — це серпоподібні елементи або відтиски вузликів, сітка, вертикальні прямі стовпчики тощо. Загалом новий спосіб орнаментації співзвучний традиційним прокресленим та штампованим мотивам і композиціям. 
Розпис у середньостогівській кераміці невідомий. 
Глиняна пластика середньостогівської культури нечислена. Найкраще вона представлена в знахідках із Дереївського поселення (могильника). Це керамічні, кам'яні, кістяні антропоморфні та зооморфні зображення. З керамічних зооморфних зображень особливо виразною є невелика фігурка дикого кабана, що за силуетом нагадує статуетку із середньотрипільського поселення Пенежкове. 
Серед творів дрібної кам'яної пластики показовий уламок із талькового сланцю у вигляді зображення риби. 
Своєрідним видом пластики з рогу є псалії — частина найдавнішої в Європі кінської збруї для верхової їзди. 
До антропоморфних керамічних витворів належить орнаментоване зображення жіночої фігурки — схематичне, з двома смугами наколів, перехрещених на грудях, які, імовірно, зображують деталь культового одягу жриці. Подібні хрестоподібні перев'язи спостерігаються ще на трипільських статуетках.